# Вон (Монтана)
Вон (енгл. Vaughn) насељено је место без административног статуса у америчкој савезној држави Монтана.

## Демографија
По попису из 2010. године број становника је 658, што је 43 (-6,1%) становника мање него 2000. године.
| Група             | 2000.       | 2010.       |
| Белци             | 646 (92,2%) | 589 (89,5%) |
| Афроамериканци    | 7 (1,0%)    | 6 (0,9%)    |
| Азијати           | 5 (0,7%)    | 2 (0,3%)    |
| Хиспаноамериканци | 10 (1,4%)   | 9 (1,4%)    |
| Укупно            | 701         | 658         |